# 諏訪賴隆

## 战国时代的賴隆
諏訪賴隆（日文：諏訪 頼隆，平假名：すわ よりたか，明应八年（1499年）?—享禄三年（1530年）4月18日）日本战国时代信浓国诹访城的大名，諏訪家第18代當主，信濃上原城城主與諏訪大社的大祝，父诹访赖满，子諏訪賴重，官位刑部大輔。

### 简介
從父亲手上接下大祝一職，1520年把大祝的位置让给长子赖重。即位后他和甲斐的武田信虎发生过冲突，曾击退过武田信虎的侵略。他和武田信虎的家臣金井氏、饭富氏也有过冲突。后與父亲一起反抗武田氏。1530年他先于自己的父亲死去。

### 家室

#### 父母
- 父親：諏訪賴滿(曾多次擊退武田信虎的侵攻與重振諏訪家再興局勢，素有「諏訪家中興之祖」的美譽)

#### 兄弟
- 大弟：諏訪滿隣
- 么弟：諏訪滿隆

#### 子女
- 長子：諏訪賴重
- 次子：諏訪賴高

## 江户时代的賴隆
诹访赖隆（日文：諏訪 頼隆，平假名：すわよりたか，17世纪中旬左右）日本江户时代的人物，诹访氏。诹访赖基（诹访忠晴的亲生儿子）的养父。
江户时代，诹访赖忠的两个儿子诹访赖水和诹访赖广的两支后代形成了大名家（赖水系，继承诹访蕃封地）和大祝家（赖广系）。江户时代的诹访赖隆属于大祝家，元禄年间诹访大社的大祝。